# Han Xinyun
Dit is een Chinese naam; de familienaam is Han.
Han Xinyun (Jinzhou, 30 mei 1990) is een tennisspeelster uit China.
Zij begon op zevenjarige leeftijd met tennis. Haar favoriete ondergrond is hardcourt.

## Loopbaan
In 2005 speelde zij haar eerste ITF-toernooi in Ho Chi Minhstad (Vietnam).
Han behaalde in het dubbelspel betere resultaten dan in het enkelspel. Op het ITF-circuit won zij elf enkel- en 27 dubbelspeltitels.
Zij stond in 2007 voor het eerst in een WTA-finale, op het toernooi van Peking, samen met landgenote Xu Yifan – zij verloren van het Taiwanese koppel Chuang Chia-jung en Hsieh Su-wei. In 2016 veroverde Han haar eerste WTA-titel, op het toernooi van Hobart, samen met de Amerikaanse Christina McHale, door het Australische koppel Kimberly Birrell en Jarmila Wolfe te verslaan. In 2017 won zij haar tweede titel, in Zhengzhou, met landgenote Zhu Lin aan haar zijde. Aan het eind van dat jaar won zij het B-kampioenschap in het dubbelspel, samen met landgenote Duan Yingying.
In 2010 maakte Han deel uit van het Chinese Fed Cup-team – zij behaalde daar een winst/verlies-balans van 2–1.

## Posities op deWTA-ranglijst
Positie per einde seizoen:
| jaar | rang enkelspel | rang dubbelspel |
| ---- | -------------- | --------------- |
| 2005 | 627            | 640             |
| 2006 | 383            | 980             |
| 2007 | 407            | 115             |
| 2008 | 260            | 94              |
| 2009 | 184            | 137             |
| 2010 | 132            | 170             |
| 2011 | 328            | 126             |
| 2012 | 292            | 144             |
| 2013 | 385            | 134             |
| 2014 | 278            | 118             |
| 2015 | 152            | 96              |
| 2016 | 108            | 93              |
| 2017 | 130            | 75              |
| 2018 | 162            | 74              |
| 2019 | 195            | 53              |
| 2020 | 206            | 60              |
| 2021 | 487            | 219             |

## Palmares
| Legenda                | Legenda                  |
| ---------------------- | ------------------------ |
| Grandslamtoernooi      |                          |
| Olympische Spelen      |                          |
| Year-End Championships |                          |
| tot 2009               | 2009 – 2020 / vanaf 2021 |
| Tier I                 | Premier Mandatory        |
| Tier II                | Premier Five / WTA 1000  |
| Tier III               | Premier / WTA 500        |
| Tier IV & V            | International / WTA 250  |
|                        | Challenger / WTA 125     |

### WTA-finaleplaatsen enkelspel
geen

### WTA-finaleplaatsen vrouwendubbelspel
| nr.              | finale     | toernooi          | ondergrond    | partner           | tegenstandsters                            | score            |         |
| ---------------- | ---------- | ----------------- | ------------- | ----------------- | ------------------------------------------ | ---------------- | ------- |
| gewonnen finales |            |                   |               |                   |                                            |                  |         |
| 1.               | 2016-01-16 | WTA Hobart        | hardcourt     | Christina McHale  | Kimberly Birrell Jarmila Wolfe             | 6-3, 6-0         | details |
| 2.               | 2017-04-23 | WTA Zhengzhou     | hardcourt     | Zhu Lin           | Jacqueline Cako Julia Glushko              | 7-5, 6-1         | details |
| 3.               | 2017-11-05 | Elite Trophy      | hardcourt (i) | Duan Yingying     | Lu Jingjing Zhang Shuai                    | 6-2, 6-1         | details |
| 4.               | 2018-08-05 | WTA Washington    | hardcourt     | Darija Jurak      | Alexa Guarachi Erin Routliffe              | 6-3, 6-2         | details |
| verloren finales |            |                   |               |                   |                                            |                  |         |
| 01.              | 2007-09-23 | WTA Peking        | hardcourt     | Xu Yifan          | Chuang Chia-jung Hsieh Su-wei              | 6-7, 3-6         | details |
| 02.              | 2008-09-28 | WTA Peking        | hardcourt     | Xu Yifan          | Anabel Medina Garrigues Caroline Wozniacki | 1-6, 3-6         | details |
| 03.              | 2010-09-19 | WTA Guangzhou     | hardcourt     | Liu Wanting       | Edina Gallovits Sania Mirza                | 5-7, 3-6         | details |
| 04.              | 2011-09-24 | WTA Guangzhou     | hardcourt     | Chan Chin-wei     | Hsieh Su-wei Zheng Saisai                  | 2-6, 1-6         | details |
| 05.              | 2013-08-10 | WTA Suzhou        | hardcourt     | Eri Hozumi        | Tímea Babos Michaëlla Krajicek             | 2-6, 2-6         | details |
| 06.              | 2014-11-02 | WTA Ningbo        | hardcourt     | Zhang Kailin      | Arina Rodionova Olha Savtsjoek             | 6-4, 6-7, [6-10] | details |
| 07.              | 2019-04-28 | WTA Anning        | gravel        | Duan Yingying     | Peng Shuai Yang Zhaoxuan                   | 5-7, 2-6         | details |
| 08.              | 2019-05-25 | WTA Straatsburg   | gravel        | Duan Yingying     | Darja Gavrilova Ellen Perez                | 4-6, 3-6         | details |
| 09.              | 2019-07-21 | WTA Lausanne      | gravel        | Monique Adamczak  | Anastasija Potapova Jana Sizikova          | 2-6, 4-6         | details |
| 10.              | 2019-08-04 | WTA Karlsruhe     | gravel        | Yuan Yue          | Lara Arruabarrena Renata Voráčová          | 7-6, 4-6, [4-10] | details |
| 11.              | 2022-03-06 | WTA Monterrey     | hardcourt     | Jana Sizikova     | Catherine Harrison Sabrina Santamaria      | 6-1, 5-7, [6-10] | details |
| 12.              | 2022-07-10 | WTA Contrexéville | gravel        | Aleksandra Panova | Ulrikke Eikeri Tereza Mihalíková           | 6-7, 2-6         | details |

## Resultaten grandslamtoernooien
| Legenda | Legenda                          |
| ------- | -------------------------------- |
| g.t.    | geen toernooi gehouden           |
| l.c.    | lagere categorie                 |
| –       | niet deelgenomen                 |
| G       | uitgeschakeld in de groepsfase   |
| 1R      | uitgeschakeld in de eerste ronde |
| 2R      | uitgeschakeld in de tweede ronde |
| 3R      | uitgeschakeld in de derde ronde  |
| 4R      | uitgeschakeld in de vierde ronde |
| KF      | uitgeschakeld in de kwartfinale  |
| HF      | uitgeschakeld in de halve finale |
| F       | de finale verloren               |
| W       | het toernooi gewonnen            |
| w-v     | winst/verlies-balans             |

### Enkelspel
| toernooi        | 2010 |    | 2016 | 2017 |
| --------------- | ---- | -- | ---- | ---- |
| Australian Open | 1R   | 2R | 1R   |      |
| Roland Garros   | –    | –  | –    |      |
| Wimbledon       | –    | –  | 1R   |      |
| US Open         | –    | –  | –    |      |

### Vrouwendubbelspel
| Australian Open | 2R | 1R | –  | –  | 1R | 2R | 2R   | 2R |
| Roland Garros   | –  | –  | 1R | –  | –  | 2R | –    | 2R |
| Wimbledon       | –  | –  | 1R | 1R | 2R | 2R | g.t. | 2R |
| US Open         | –  | –  | 1R | –  | 2R | 1R | –    |    |